# Idaea occidentaria
Idaea occidentaria är en fjärilsart som beskrevs av Alpheus Spring Packard 1874. Idaea occidentaria ingår i släktet Idaea och familjen mätare. Inga underarter finns listade i Catalogue of Life.